# 가와무라 유키
가와무라 유키(일본어: 河村 勇輝, 2001년 5월 2일~)는 일본의 농구 선수이다. 포지션은 포인트 가드로 현재 전미 농구 협회(NBA)의 멤피스 그리즐리스와 일본 농구 국가대표팀의 선수로 뛰고 있다.